# الحركة العمالية الأسترالية

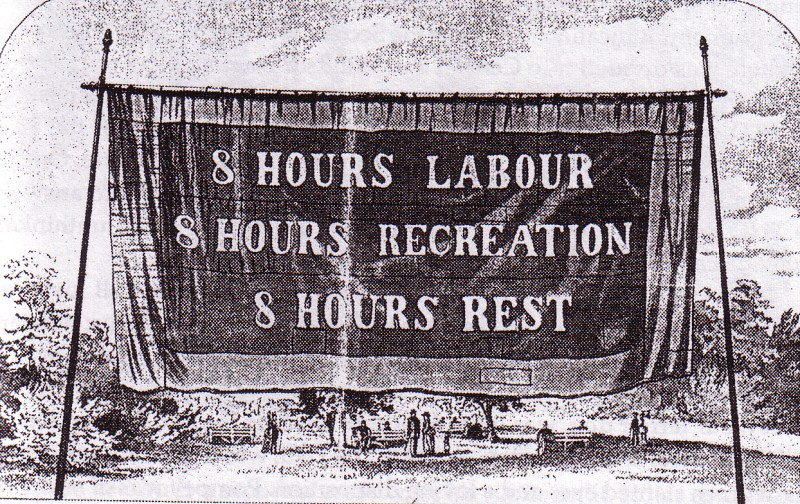

بدأت الحركة العمالية الأسترالية في أوائل القرن التاسع عشر، وتضمنت منذ أواخر القرن التاسع عشر الأجنحة الصناعية (النقابات الأسترالية) والأجنحة السياسية (حزب العمال الأسترالي). يمكن تنظيم النقابات في أستراليا (أي تشكيلها) على أساس النقابية الحرفية أو النقابية العامة أو النقابية الصناعية. تنتمي جميع النقابات في أستراليا تقريبًا إلى مجلس النقابات الأسترالية (إيه سي تي يو)، وخضع عدد كبير منها لعمليات اندماج مهمة، خاصةً في أواخر الثمانينات وأوائل التسعينات. امتازت قيادة النقابات وعضويتها على مر التاريخ وحتى اليوم بمواقف متنوعة من الآراء السياسية، ومنها وجهات النظر الشيوعية والاشتراكية واليمينية.
وفقًا لأرقام مكتب الإحصاء الأسترالي، في أغسطس 2013، كان هناك 1.7 مليون عضو في النقابات العمالية فيما يتعلق بوظيفتهم الرئيسية (17% من جميع الموظفين). لم يعرف 4% آخرون ما إن كانوا أعضاء في النقابات أم لا، وكان 1% أعضاء في نقابات لا ترتبط بوظيفتهم الرئيسية. من بين أولئك الذين كانوا أعضاء في نقابات عمالية مرتبطة بوظيفتهم الرئيسية، كان أكثر من الثلثين (أي نحو 68%) أعضاء لمدة خمس سنوات أو أكثر. تراجعت عضوية النقابات العمالية بصورة مطردة خلال السنوات الأخيرة، إذ كانت النسبة في عام 2013 أقل نسبة في التاريخ المسجل وفقًا لأرقام مكتب الإحصاء الأسترالي. وفقًا لأرقام مجلس النقابات الأسترالية، كان عدد أعضاء النقابات في عام 1983 2,376,900 عضو، ولكن بحلول عام 2002، أصبح عدد الأعضاء 1,833,700 عضو، وما زال العدد يتناقص.
يسبق حزب العمل الأسترالي على المستوى الفيدرالي وعلى مستوى الولاية والمستعمرة، كلًا من حزب العمل البريطاني وحزب العمال النيوزيلندي، في تشكيل الحزب والحكومة وتنفيذ السياسة. مثلت الانتخابات الفيدرالية لعام 1910 على وجه الخصوص سوابق كانت الأولى من نوعها: كانت أول حكومة أغلبية منتخبة في أستراليا، وأول أغلبية في مجلس الشيوخ منتخبة في أستراليا، وأول حكومة أغلبية في حزب العمل في العالم على المستوى الوطني، وبعد حكومة الأقلية التي قادها كريس واتسون عام 1904، أصبحت حكومة حزب العمال الثانية في العالم على المستوى الوطني، وكانت أيضًا المرة الأولى التي يسيطر فيها الحزب على مجلسي الهيئة التشريعية الثنائية.

## التاريخ المبكر

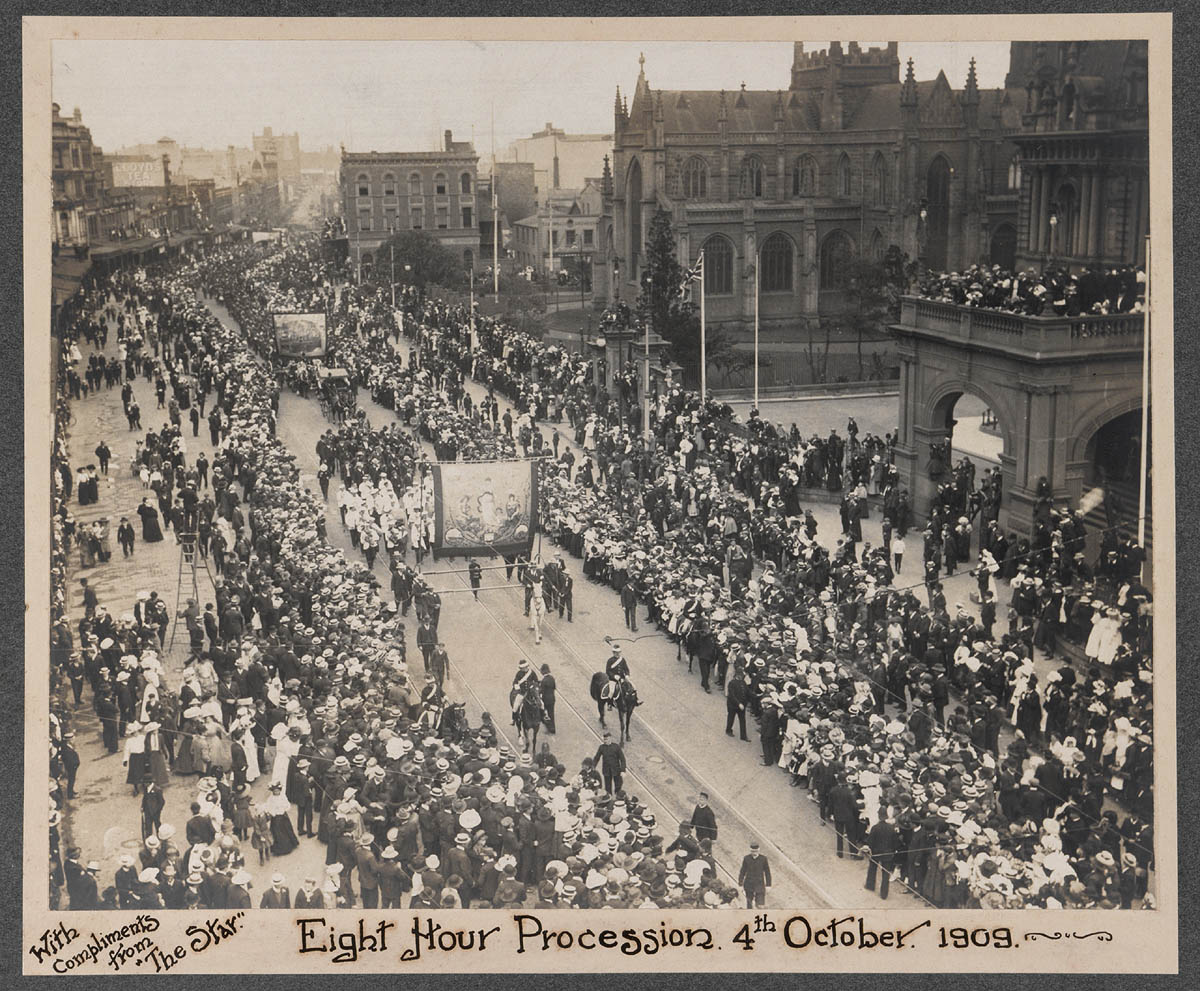
موكب ثماني ساعات، 4 أكتوبر 1909.

ظهرت مستعمرة نيو ساوث ويلز في عام 1788 على هيئة مستعمرة جزائية. يوجد جدل حول وجود العبودية في أستراليا سابقًا، لكن المدانين الذين نُقلوا إلى المستعمرة أُجبروا على العمل دون أجر، إما لخدمة الإدارة أو العمل لصالح أصحاب الأراضي الخاصة. أما الآخرون، ولا سيما الكاناكا من جزر جنوب المحيط الهادئ، فإما اختُطفوا أو أُجبروا على الموافقة على عقود خدمات استغلالية طويلة الأجل.
قُمعت النقابات في أستراليا في البداية، تبعًا للقوانين البريطانية، وخاصة بموجب القوانين المتعلقة باتحاد العمال بين عامي 1799 و1800. كان من الممكن اعتبار النقابات أو أي جمعية أخرى غير قانونية إن كانت «تقيّد الحِرفة». كان يُنظر إلى قانون السيد والخادم البريطاني لعام 1823، والتحديثات اللاحقة له، عمومًا على أنه متحيز بشدة لأرباب العمل، ويهدف إلى تأديب الموظفين وقمع اتحاد العمال في النقابات. اشترط القانون طاعة الخدم (أي العمال) وولاءهم لرب عملهم، وكان إخلال العقد أو العصيان يؤدي إلى عقوبات جنائية، تضمنت غالبًا السجن مع الأشغال الشاقة. عوقبت الإضرابات على أنها خرق شديد للعقد. من ناحية أخرى، أصبح الموقف أقل تزمتًا بصورة تدريجية، وجرى إضفاء الشرعية على النقابات من خلال قانون النقابات البريطانية لعام 1871 وقانون التآمر وحماية الملكية لعام 1875.
بدأت النقابات الحرفية في أستراليا في أوائل القرن التاسع عشر على هيئة رابطات حرفية للعمال الحضريين ذوي المهارات العالية، والذين سعوا للتنظيم (تشكيل نقابة عمالية)، لزيادة أجورهم المنخفضة وتقليل عدد ساعاتهم المرتفع.
بحلول عام 1902، جرى تعديل قانون السيد والخادم لعام 1823 ليشمل مصادرة الأجور عند عدم الوفاء بالعقد المكتوب أو غير المكتوب للعمل. كانت عقوبة الغياب عن العمل السجن لمدة تصل إلى ثلاثة أشهر مع الأشغال الشاقة أو من دونها. كانت هناك عقوبات تصل إلى 10 جنيهات إسترلينية لأي شخص يؤوي «خادمًا» أو يخبئه أو يعيد توظيفه بعد أن يهجر سيده أو يهرب منه أو يتغيب عن واجبه المنصوص عليه في «العقد». استُخدِم القانون ضد العمال الذين كانوا ينظمون أنفسهم للحصول على ظروف عمل أفضل منذ بدايته وحتى بعد فترة طويلة من تنفيذ أول قانون نقابي للمملكة المتحدة لعام 1871، والذي ضمن الوضع القانوني للنقابات.
بموجب قوانين السيد والخادم الذي سُن في المستعمرات الأسترالية في أربعينات القرن التاسع عشر، تعرض الموظفون الذين تركوا عملهم من دون إذن للتعقب بموجب قانون بوشرينجرز. كان غياب خادم لمدة ساعة واحدة دون إذن يؤدي إلى معاقبته بالسجن أو العمل الشاق في الطاحون. عندما كان نقص العمالة حادًا في ولاية ملبورن بين عامي 1835 و1845، أدين أكثر من 20% من نزلاء السجون بموجب قانون نيو ساوث ويلز للسيد والخادم بسبب جرائم تشتمل على ترك الخدم مكان العمل من دون إذن، أو العثور عليهم في الفنادق.

### حملة يوم العمل المؤلف من ثماني ساعات
عمل معظم الفيكتوريين في القرن التاسع عشر ما يصل إلى 14 ساعة في اليوم لستة أيام في الأسبوع. لم تكن لديهم إجازة مرضية ولا إجازة عطلة، وكان بإمكان أرباب العمل إقالة الموظفين في أي وقت، ودون توضيح الأسباب.
أصدرت جمعية بنّائي الأحجار (ستونماسونز سوسايتي) في سيدني في 18 أغسطس من عام 1855 قرارًا نهائيًا لأرباب العمل ينص على أنه، وخلال ستة أشهر، سيعمل عمال البناء لمدة ثماني ساعات في اليوم فحسب. لكن الرجال الذين كانوا يعملون في كنيسة الثالوث المقدس (كنيسة جاريسون) في أرغيل كت، وفي كنيسة البحّارين (بعثة إنجيلية للبحارة، تحولت لاحقًا إلى معرض فني ومقهى) في شارع جورج (شارع جورج 98 - 100)، لم يستطيعوا احتواء حماستهم، وقرروا عدم الانتظار. بدؤوا إضرابًا استباقيًا، وحققوا غايتهم المتمثلة بالعمل لثماني ساعات في اليوم، واحتفلوا بعشاء نصر في 1 أكتوبر عام 1855.
في 21 أبريل من عام 1856، أوقف عمال البناء بقيادة كوبر بريدجز العمل في مواقع البناء حول ملبورن، وساروا من جامعة ملبورن إلى مبنى البرلمان لجعل يوم العمل مؤلفًا من ثماني ساعات. كان احتجاجهم المباشر على العمل ناجحًا، وكانوا من بين أول العمال المنظمين في العالم الذين حققوا يوم الثماني ساعات دون أي نقص في الأجور.
أجرت النقابات حملات ونضالات كثيرة لتمديد تخفيض عدد ساعات العمل ليشتمل على جميع العمال في أستراليا. في عام 1916، مُرِّر قانون الساعات الثمانية الفيكتوري، ومنح مجموعة كبيرة من العمال في الولاية يوم العمل المؤلف من ثماني ساعات. لم يتحقق يوم الساعات الثماني على الصعيد الوطني حتى عشرينات القرن العشرين، لكن ذلك كان في سياق أسبوع مؤلف من 48 ساعة عمل. أعطت محكمة التحكيم في الكومنولث الموافقة على أسبوع العمل المؤلف من 40 ساعة لمدة خمسة أيام على المستوى الوطني بدءًا من 1 يناير عام 1948.